# IC 2523
IC 2523 ist eine Balken-Spiralgalaxie vom Hubble-Typ SBbc im Sternbild Luftpumpe am Südsternhimmel, die schätzungsweise 107 Millionen Lichtjahre von der Milchstraße entfernt ist.
Das Objekt wurde im April 1900 von DeLisle Stewart entdeckt.